# تندو الله‌یار، پاکستان
تندو الله‌یار (به اردو: ٹنڈو اللہ یار) شهری در استان سند کشور پاکستان است که در سرشماری سال ۲۰۰۶ میلادی، ۱۳۴٫۳۴۰ نفر جمعیت داشته است.